# Swingtown
Swingtown é uma série dramática que foi exibida durante o Verão de 2008, pela rede de televisão CBS. O seriado mostra a história de um grupo de casais que praticam o swing na década de 70. A série estreou no canal FOX Life em Portugal em Outubro de 2008.

## Elenco
- Grant Show como Tom Decker
- Lana Parrilla como Trina Decker
- Jack Davenport como Bruce Miller
- Miriam Shor como Janet Thompson

## Episódios
| #  | Título                | Exibição Original | Audiência | Rank |
| -- | --------------------- | ----------------- | --------- | ---- |
| 1  | Pilot                 | 2008              | 8.57      | #12  |
| 2  | Love Will Find a Way  | 2008              | 7.25      | #20  |
| 3  | Double Exposure       | 2008              | 6.06      | #28  |
| 4  | Cabin Fever           | 2008              | 5.65      | #36  |
| 5  | Go Your Own Way       | 2008              | 4.66      | #49  |
| 6  | Friends with Benefits | 2008              | 5.40      | #46  |
| 7  | Heatwave              | 2008              | 5.70      | #57  |
| 8  | Puzzlerama            | 2008              | 4.20      | #54  |
| 9  | Swingus Interruptus   | 2008              | 4.06      | #57  |
| 10 | Running on Empty      | 2008              | 2.82      | #59  |
| 11 | Get Down Tonight      | 2008              | 3.46      | #52  |
| 12 | Surprise              | 2008              | 3.93      |      |
| 13 | Take it to the Limit  | 2008              | 3.62      |      |

| Season | Season         | Episodios | Original Data | DVD Realisado | Começo de Temporada | Final de Temporada | Audiência (m) |
| ------ | -------------- | --------- | ------------- | ------------- | ------------------- | ------------------ | ------------- |
|        | Season 1: 2008 | 13        | 2008          |               | 2008                | 2008               | 5.02          |

## Recepção da crítica
Swingtown teve recepção mista por parte da crítica especializada. Com base de 26 avaliações profissionais, alcançou uma pontuação de 49% no Metacritic. Por votos dos usuários do site, atinge uma nota de 8.4, usada para avaliar a recepção do público.